# Osservatorio di Tartu
L'Osservatorio di Tartu è il più grande osservatorio astronomico dell'Estonia. Originariamente ubicato nella città di Tartu, è stato successivamente trasferito sulla collina di Tõravere nel comune di Nõo, a circa 20 km a sud-ovest di Tartu.

## Storia
L'Osservatorio di Tartu fu istituito presso l'Università di Tartu nel 1802. La costruzione dell'edificio dell'osservatorio, ubicato a Tartu sulla collina Toomemagi, fu completata nel 1810. Gli strumenti furono installati nel 1814 da Friedrich Georg Wilhelm von Struve, che iniziò le osservazioni. Nel 1816, quando Struve iniziò a costruire l'arco geodetico di Struve, l'osservatorio divenne il primo punto della catena di località che componevano l'arco. Nel 1824 fu installato a Tortu un telescopio da 9 pollici costruito da Joseph von Fraunhofer. 
Nel 1947 l'Osservatorio di Tartu fu separato dall'Università e annesso all'Accademia Estone delle Scienze. Nel 1950 iniziò la ricerca di un nuovo sito di osservazione. Nel 1957 un terreno sulla collina Tõravere fu destinato ad ospitare l'osservatorio e nel 1958 iniziò la costruzione. Nel 1963 fu ultimato il nuovo edificio, dove si trasferirono alcuni astronomi del vecchio osservatorio; il telescopio da 50 cm che vi fu ubicato ricevette la prima luce. Nel 1964 si tenne una conferenza internazionale a Tartu e l'osservatorio prese il nome di Osservatorio FGW Struve. Nel 1974 divenne operativo un nuovo telescopio da 1,5 m. Nel 1995 l'Osservatorio ha ripreso il nome originario. Nel 1998 è stato installato un secondo telescopio da 0,6 metri. Nel 2013 è stato installato un moderno telescopio robotizzato da 0,3 metri. Nel 2018 l’Osservatorio di Tartu è stato riunificato con l'Università. L'edificio del vecchio osservatorio del XIX secolo ora funge principalmente da museo e fa parte di un centro pubblico di educazione scientifica.
All'Osservatorio di Tartu, oltre a Struve hanno lavorarono altri astronomi importanti: Johann Heinrich von Mädler, Thomas Clausen, Ernst Julius Öpik, Jaan Einasto.